# Záměna (opera)
Záměna (ve francouzském originále La Méprise) je komická opera (opéra comique) o jednom dějství francouzské skladatelky Sophie Gailové z roku 1814. Libreto k ní napsal básník a dramatik Auguste Creuzé de Lesser podle komedie L'Étourderie (Nerozvážnost) Barthélemyho-Christopha Fagana z roku 1737. Její premiéra se konala 20. září 1814 v pařížském divadle Théâtre de l'Opéra-Comique, přesněji v jeho tehdejší budově zvané Théâtre Feydeau.

## Vznik, historie a charakteristika
Opéra-Comique, jedno z vůdčích francouzských divadel, uvádělo ve 2. polovině 18. a 1. polovině 19. století sporadicky, ale nikoli jen výjimečně, i díla žen-skladatelek. Z nich největší ohlas získala díla (Edmée-)Sophie Gailové (rozené Garreové, 1775–1819), a to především první, Dva žárlivci, jež měla premiéru v březnu 1813. Poté Gailová v rychlém sledu uvedla ve stejném divadle další tři opery Slečna de Launay v Bastile, Angela aneb Ateliér Jeana Cousina a nakonec Záměna, avšak s klesajícím ohlasem.

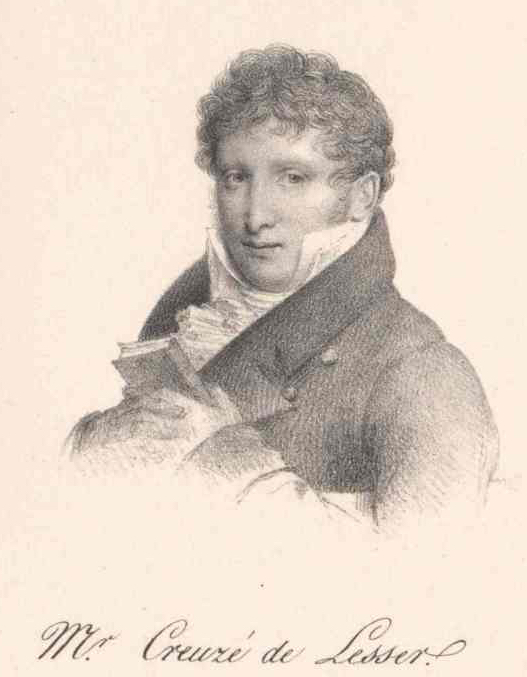
Libretista Záměny baron Creuzé de Lesser

Baron Auguste Creuzé de Lesser (1771–1839) napsal již libreto ke druhé opeře Sophie Gailové Slečna de Launay v Bastile. V tomto případě vyšel z klasicistní komedie Bathelémyho-Christopha Fagana. Creuzé učinil v zápletce podstatné úpravy, především postavu, o jejíž sňatek se omylem jedná, změnil ze staré panny na vdovu. To mělo své potíže (nepravděpodobnost záměny dvou žen s různými jmény), ale podobné problémy měla už Faganova předloha (v níž měly sice obě ženy stejná jména, ale autor se musel násilně vyhnout použití slov jako „paní“ a „slečna“, jež se v té době striktně rozlišovaly). Děj Creuzé přenesl do dobově módních lázní Plombières, a mohl tak dodat příběhu nezvyklou atmosféru. Přesto kritika jeho textu byla – s výjimkou Journal des débats – negativní: vyčítala mu nejen plagiarismus, ale i celkovou chabost. Alphonse Martainville v Journal de Paris vypočítává slabiny už Faganovy předlohy; Creuzé pak „aniž by dokázal učinit zápletku pravděpodobnější, učinil děj méně živým a charakter jednotlivých postav mnoje méně příjemným“. Podobně recenzent Journal des débats: „Namísto nápravy některých nepravděpodobností původní hry k nim přidal další z vlastní dílny; styl, který byl vždy elegantní a čistý, nahradil veršovanými řádky, jejichž trivialita častokrát obecenstvo rozesmála; jedním slovem, z průměrné, ale příjemné komedie udělal špatnou operu.“
Martainville vyjádřil lítost nad jinak povedenou hudbou Gailové:„ jaká škoda, že taková prostá, lehká a důvtipná hudba dělala společnost tomuto nezdařenému textu; ale ten byl tak těžký, že by strhl k pádu i deset partitur“. Zato recenzent Journal des débats kritizoval i hudbu: „Slova měla tu smůlu, že ani hudba jim nepřišla na pomoc. Našel jsem jeden příjemný motiv v duetu Je sais quelqu’un qui vous trouve charmante atd. Celý zbytek se mi zdál prostý myšlenek, i když velmi umně napsaný. [Dnešní skladatelé] cítí uvnitř svou nemohoucnost a v tomto zoufalství se vrhají na komplikovanost prostředků.“ Také recenzent Journal général de France v hudbě žádné klady neshledává, i když skladatelku omlouvá vadami libreta: „Hudba má stejnou úroveň jako slova; to nemusí znamenat, že oba autoři jsou stejného druhu. Je navíc velmi obtížné, aby absolutně špatná „báseň“ inspirovala k vznešenému zpěvu.“
Podle zpráv rovněž provedení trpělo chabými hereckými a pěveckými výkony; soubor Opéry-Comique dosud nezacelil některé mezery a představitelka hlavní ženské role Cécile Duretová nezvládala svou technicky náročnou roli.
Obecenstvo reagovalo na Záměnu velmi nepříznivě. Na konci „se několi neprozřetelných hlasů odvážilo vyvolávat autory, ale ty byly okamžitě přehlušeny jinými hlasy energicky negativními“. Části premiérového představení se zúčastnil vévoda z Berry; Martainville komentoval: „Přítomnost J. K. V. vévody z Berry dlouho zadržovala pískot, který vypuknul až na konci. Jeho královská Výsost jede navštívit provincie; poslední dramatická vzpomínka, kterou si z Paříže odnáší, mu jistě zabrání v přílišné přísnosti vůči divadlům v departementech.“ Kvůli tomuto neúspěchu se premiérové představení této opery stalo i jejím posledním.
Gailová se po tomto neúspěchu na několik let odmlčela. Na jeviště Opéry-Comique se vrátila až roku 1818 s operou Serenáda (La Sérénade) na libreto básnířky Sophie Gayové; následujícího roku skladatelka zemřela. Významný francouzský hudební historiograf Castil-Blaze ve svém díle De l’opéra en France označil opery Sophie Gailové, a konkrétně Dva žárlivce a Serenádu, za „to nejlepší v tomto žánru, co vyšlo ze ženského pera“.

## Osoby a první obsazení

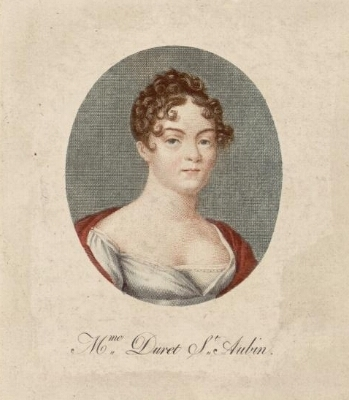
Anne-Marie-Antoinette-Cécile d'Herbez, provdaná Duretová, představitelka paní de Ferville v Záměně Sophie Gailové

| osoba                                          | hlasový obor | premiéra (20. září 1814)   |
| ---------------------------------------------- | ------------ | -------------------------- |
| Ferville, stařec                               | …            | …                          |
| Paní de Ferville, velmi mladá žena             | soprán       | Cécile Duret(-Saint-Aubin) |
| Paní de Belcourt, Fervillova sestra, 40-45 let | …            | …                          |
| Valmont                                        | tenor        | …                          |
| Linval, Valmontův bratr                        | …            | Gonthier                   |
| Lázeňští hosté                                 |              |                            |

## Děj opery
(Odehrává se v parku v lázních Plombières.)
V lázeňském parku hraje hudba (předehra), hosté ji chválí a následně mladá paní de Ferville zpívá píseň na oslavu přátelství (introdukce a árie Nos compliments sont bien sincères… Douce amitié, céleste flamme). Nikdo ji neposlouchá s větším nadšením než mladý rekonvalescent Valmont, který se do půvabné ženy zamiloval, ač s ní dosud nikdy nehovořil. – Do lázní právě přijel Valmontův bratr Linval a vyptává se ho, jak se v lázních žije. Vypadá to, že je tu pro pacienty tak živo a tak plno příležitostí k milostným dobrodružstvím, že je mu líto těch, kdo netrpí žádným neduhem (kuplet Après bien de remèdes fades). Rozrušený Valmont se bratrovi svěřuje, že se bláznivě zamiloval a chce se ženit. V lázních pobývá i jeho bývalá milenka Cidalise a od ní se dozvěděl, že jím obdivovaná žena je paní de Belcourt, mladá vdova, která zde doprovází svého bratra a švagrovou, pána a paní de Ferville. Je prý nádherná a úžasná. Linval se zdráhá uvěřit, protože bratrovy milenky – Cidalise počínaje – byly všechny dosti pochybného vzhledu i povahy. Ale Valmont ho přesvědčí, že jeho úmysly jsou vážné, a protože se ostýchá, pověří bratra, aby od paní de Belcourt zjistil, zda u ní má naději.

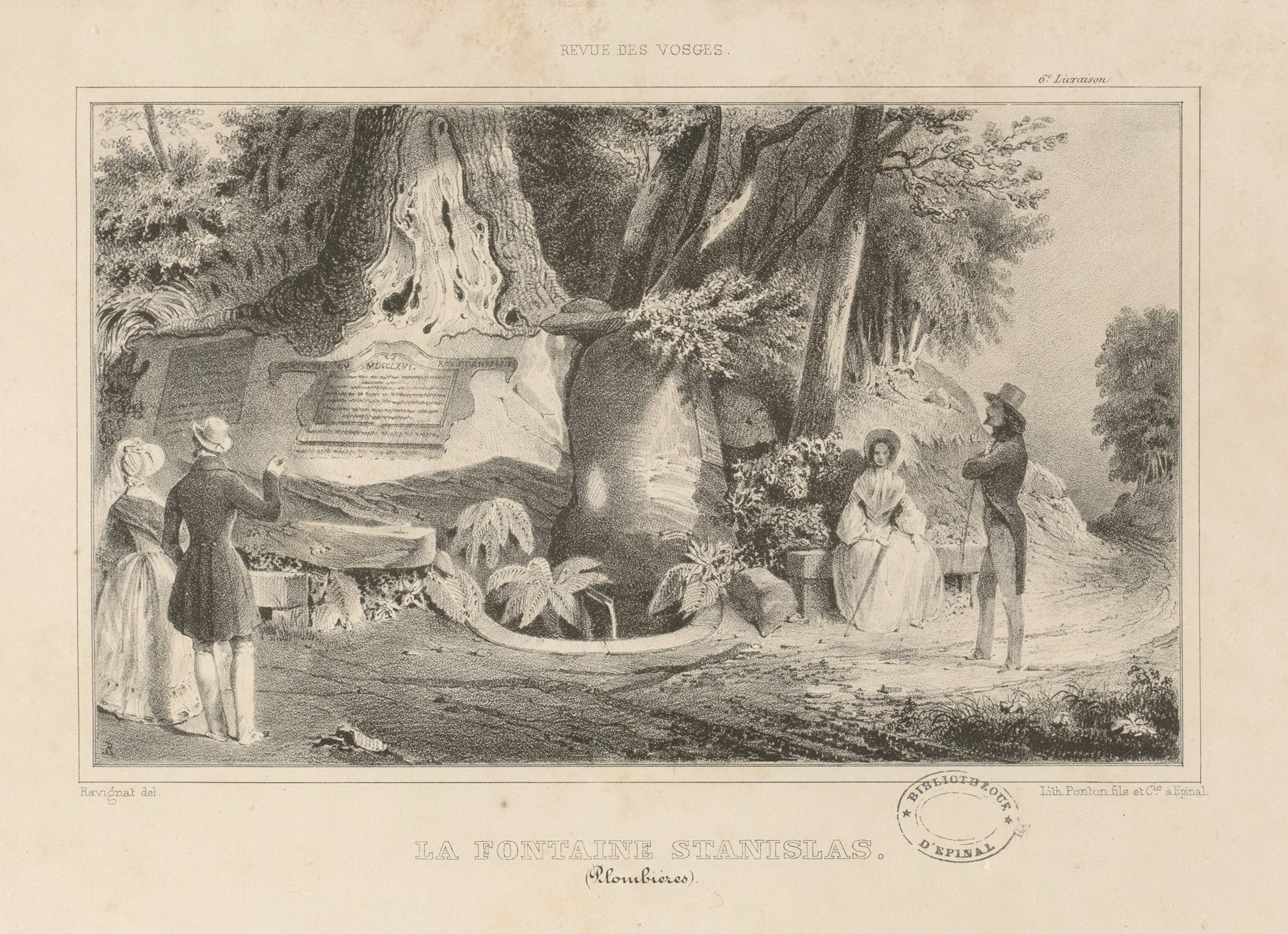
Plombières-les-Bains, Stanislavova fontána, rytina z roku 1841

Linval se tedy setkává s paní de Belcourt; je a není překvapen, protože je to dáma středního věku a pošetilé povahy, nicméně přednese Valmontovu záležitost. Po malém zmatení, kdy se paní de Belcourt domnívá, že Linval hovoří vlastním jménem, se oba vzpamatují (duet Je sais quelqu'un qui vous trouve charmante). Pani de Belcourt slibuje, že bude o nabídce uvažovat, avšak nejdříve musí Valmont získat svolení jejího bratra, pana de Ferville. – Linval bez nadšení vyřizuje dobrou novinu Valmontovi a stěží může uvěřit jeho bezmeznému vytržení (Valmontova árie Je suis aimé! quelle nouvelle!). Valmont se odhodlává jít pohovořit s Fervillem a durdí se nad bratrovými poznámkami, že jeho vyvolené co do krásy a mládí cokoli schází.
Pán a paní de Ferville se usazují k odpočinku. Ferville se cítí již pár dní po příjezdu zdravější a děkuje své choti za péči. Váhal, zda neudělal chybu, když se podruhé oženil se ženou o tolik mladší, ale její láska a péče ho přesvědčily o opaku. Paní de Ferville ho na oplátku přesvědčuje, že jeho obavy z toho, že je pro ni příliš stár, jsou liché (romance Ne tenez pas des tels discours). Jediné, do Fervillovi schází ke štěstí, je znovu provdat svou sestru paní de Belcourt; až na to přijde, slibuje konzultovat svou manželku.
Následně Fervilla vyhledá Valmont a přednese mu náruživou žádost o ruku jeho sestry. Ferville je zaskočen, ale nechce štěstí mladého muže z dobré rodiny stát v cestě. Je však třeba, aby získal souhlas jeho ženy a přirozeně také souhlas samotné nastávající. Přichází paní de Belcourt; Valmont ji má za paní de Ferville a žádá o svolení k sňatku, ale takovými slovy, že ani ona, ani Ferville nepoznají, že se mýlí v osobě. Paní de Belcourt se upejpá jen krátce a pak dává nečekanému nápadníkovi svolení (tercet Puis-je espérer, madame… Oh, quel bonheur extrême!).
Následně vyhledá Valmont sám paní deFerville a záměna se opakuje. Žádá ji květnatě o souhlas k sňatku a paní de Ferville v domnění, že se jedná o její švagrovou, svoluje (duet Vous aimez donc? – À la folie!). Když ji však následně Valmont zahrnuje něžnostmi, brání se a říká jeho žádostem „ne“. To zaslechne paní de Belcourt a domnívajíc se, že jí chce švagrová zmařit sňatek, běží si stěžovat bratrovi. Teprve pak se paní de Ferville a Valmont dovtípí, že Cidalise uvedla svého exmilence ze msty v omyl. Dorazí Ferville a nejprve svou ženu kárá, ale pak také pochopí, že Valmontově žádosti o ruku jeho vlastní ženy nelze vyhovět. Ještě jedno vysvětlování je třeba, když přiběhne Linval, ale to nejhorší ještě čeká: co udělat s paní de Belcourt, aniž by byla vystavena ponížení? Jednou z možností by bylo, aby si ji Valmont skutečně vzal; druhé řešení napadne paní de Ferville… A tak když se k nim přidruží paní de Belcourt, musí jí švagrová s lítostí sdělit, že nemůže ke sňatku svolit, protože pan Valmont je nečestný muž. Paní de Belcourt míní, že se může jednat o omyl, ale když ji i její bratr, Valmontův bratr a nakonec i Valmont sám ujišťují, že její nápadník je hrubě nečestný muž, nezbývá jí, než s povzdechem jeho nabídku k sňatku odmítnout. Všichni pak zpívají o – v rámci možností – šťastném vyústění celé situace (finále-kvintet Oh! que ma belle-sœur… On me refuse, quel malheur!).